# Langston Uibel
Langston Uibel est un acteur allemand né le 4 février 1998 à Londres.

## Biographie

### Jeunesse et formation
Langston Uibel est né à Londres en 1998 d'une mère allemande et d'un père jamaïcain. En 2006, sa famille part s'installer à Berlin où il suit une éducation bilingue dans un lycée allemand-anglais. Très attaché à la capitale allemande, il y vit toujours mais continue à se rendre à Londres régulièrement.

### Carrière
Après avoir tenu un petit rôle dans Speed Racer, il est repéré par Alexander Frank qui lui propose de jouer un enfant soldat dans son court métrage The String Puppet, présenté à la Berlinale Talents de 2008. En 2013, Uibel apparaît dans Der Ring: Next Generation, une production théâtrale du Deutsche Oper Berlin pour les jeunes. La même année, il joue un rôle secondaire dans le film Hanni & Nanni 3. Dès lors, il décide de poursuivre une carrière d'acteur après le lycée.
Il a joué dans un épisode de la série ZDF Letzte Spur Berlin, puis dans le film dramatique Refuge, sorti en 2015, dans lequel il incarne le personnage d'Anton, un élève afro-allemand exposé au harcèlement.
À partir du 8 février 2016, Uibel a été vu dans Herr der Fliegen: Survival Mode, une pièce de théâtre basée sur le livre de William Golding Sa Majesté des mouches au Deutsches Theater Berlin.
Il a ensuite interprété les rôles de Siddharta Schlonz dans la comédie High Society aux côtés d'Iris Berben et Katja Riemann ainsi que celui d'un joueur de l'équipe nationale allemande de football, Raphael Bou'Penga, dans la série Netflix Dogs of Berlin.
En 2020, Uibel est apparu dans la publicité Porsche The Heist, diffusée au Super Bowl LIV. La même année, il a été vu dans les productions Netflix Isi & Ossi et Unorthodox qui a entre autres été récompensée aux Emmy Awards.
En 2021, il rejoint le casting principal de la troisième saison de How to Sell Drugs Online (Fast), son quatrième rôle dans une production Netflix.

## Engagements et prises de position
Uibel prône la diversité dans les productions cinématographiques et l'égalité des chances de manière générale comme en témoigne son article en ligne pour le magazine GQ Germany. Particulièrement engagé dans la politique, il a également écrit une tribune publiée sur le site de Vogue au sujet de l'importance du vote à l'occasion des élections fédérales allemandes de 2021 et une autre sur le mouvement Black Lives Matter pour le site Noizz.de. Par ailleurs, il s'engage auprès de SOS Villages d'enfants, notamment pour la Jamaïque dont son père est originaire.

## Vie privée
Avec son père Robert Beckford, Langston Uibel gère le Dalston Jazz Bar à Londres qui accueille régulièrement des musiciens, poètes et auteurs. Il lui arrive aussi d'y performer en tant que DJ lorsque le bar est transformé en boîte de nuit après minuit,.
En 2017, le jeune acteur a tenu un food truck appelé « Yamen Ramen » avec quatre amis, vendant des rāmen sur différents marchés et événements dans Berlin.

## Filmographie (sélection)

### Cinéma
Longs métrages
- 2008 : Speed Racer des Wachowski
- 2013 : Hanni & Nanni : Rencontre avec Shakespeare (Hanni et Nanni 3) de Dagmar Seume : un élève interne
- 2015 : Refuge (Freistatt) de Marc Brummund : Anton
- 2017 : On a échangé nos filles (High Society) d'Anika Decker : Siddharta Schlonz
- 2020 : Isi & Ossi d'Oliver Kienle : Finn, le date riche
- 2023 : Le Ciel rouge (Roter Himmel) de Christian Petzold : Felix

Courts métrages
- 2008 : The String Puppet : l'enfant soldat
- 2014 : Leichenschmaus : Jamie Lark
- 2014 : Oblivio : Samuel
- 2014 : Cocktail
- 2016 : Les Marées blanches de Marie Fages : Citseko
- 2018 : Liebesstreifen d'Adrian Schwartz :  Lasse
- 2018 : Glanz ist für die meisten nur ein bisschen Licht de Zoe Ristow : Tyger
- 2021 : Girl Who Cried Wolf de : Lars

### Séries télévisées
- 2015 : Letzte Spur Berlin, saison 4, épisode7 Abseitsfalle : Marvin Schmitz
- 2017 : Berlin Station, saison 2, épisode 8 The Righteous One : le valet du parking
- 2018 : Um Himmels Willen (3 épisodes) : Wolfi Wöller
- 2018 : Un cas pour deux (Ein Fall für zwei), saison 38, épisode 4 Bolognese Mortale : Martin
- 2018 : Dogs of Berlin (8 épisodes) : Raphael Bou'Penga
- 2018 : Brigade du crime (Soko Leipzig) (2 épisodes) : Raoul Merad / Bockel
- 2019 : Die Chefin, saison 10, épisode 5 Schöner Schein : Romano Stäber
- 2020 : Unorthodox (mini-série, 4 épisodes) : Axmed
- 2021 : How to Sell Drugs Online (Fast) : Joseph
- 2021 : Tod von Freunden (mini-série) : Cem

### Publicité
- 2020 : The Heist, Porsche (diffusée lors de la finale du Super Bowl)

## Théâtre
- 2013 : Der Ring: Next Generation, Deutsche Oper Berlin
- 2015 : Ich. Hier, Schaubühne am Lehniner Platz
- 2016 : Herr der Fliegen: Survival Mode, Deutsches Theater Berlin
- 2017 : Die Pension, Ballhaus Ost, Berlin
- 2019 : Vantablack, Berliner Theatertreffen

## Distinctions

### Nominations
- Blaue Blume Awards 2018 : meilleure performance pour Liebesstreifen
- Young Icon Award 2019 : meilleur acteur pour Dogs of Berlin